# Jaroslavas Jakšto
Jaroslavas Jakšto (* 7. August 1980 in Vilnius, Litauische SSR) ist ein ehemaliger litauischer Boxer. Er nahm im Superschwergewicht an den Olympischen Spielen 2004 und den Olympischen Spielen 2008 teil und erreichte jeweils einen fünften Rang.

## Werdegang
Jaroslavas Jakšto war während seiner Wettkampfkarriere 1,94 m groß und boxte im Schwergewicht (81–91 kg), ab 2004 im Superschwergewicht (+91 kg). Er schied bei den Weltmeisterschaften 2001 im Achtelfinale gegen Kubrat Pulew und bei den Europameisterschaften 2002 im Viertelfinale aus.
Bei den Weltmeisterschaften 2003 unterlag er im Viertelfinale gegen Sebastian Köber, gewann jedoch noch im gleichen Jahr die Silbermedaille bei den Militär-Weltspielen, als er erst im Finale gegen Alexander Alexejew unterlegen war.
Bei den Europameisterschaften 2004 gewann er nach einer Niederlage im Halbfinale gegen Alexander Powetkin eine Bronzemedaille und qualifizierte sich damit für die Olympischen Spiele 2004, wo er im Viertelfinale gegen Mohamed Aly ausschied.
2005 gewann er Bronze bei den Militär-Weltmeisterschaften der CISM, nachdem er im Halbfinale gegen Sebastian Köber verloren hatte. Bei den Weltmeisterschaften desselben Jahres schied er in der Vorrunde gegen Wjatscheslaw Hlaskow aus.
2006 gelang ihm der Gewinn der Militär-Weltmeisterschaften der CISM, nachdem er die Starter aus China, USA und Russland besiegt hatte. Zudem erreichte er bei den Weltmeisterschaften 2007, unter anderem mit einem Sieg gegen Stefan Köber das Viertelfinale, wo er erneut gegen Wjatscheslaw Hlaskow verlor.
2008 gewann er das 2. Europäische Olympiaqualifikationsturnier und schlug dabei unter anderem Robert Helenius. Er startete daraufhin bei den Olympischen Spielen 2008, wo er im Viertelfinale gegen David Price unterlag.

### Auswahl internationaler Turnierergebnisse
- Juli 2009: 2. Platz beim Makar Mazay Tournament in der Ukraine[16]
- Februar 2009: 3. Platz beim Bocskai Cup in Ungarn[17]
- Juli 2007: 2. Platz beim Minsk Tournament in Weißrussland[18]
- Mai 2005: 1. Platz beim Algirdas Socikas Tournament in Litauen[19]
- April 2005: 1. Platz beim Chemiepokal in Deutschland[20]
- Juni 2004: 3. Platz beim Chemiepokal in Deutschland[21]
- Mai 2004: 2. Platz beim Algirdas Socikas Tournament in Litauen[22]
- Mai 2003: 3. Platz beim Algirdas Socikas Tournament in Litauen[23]
- April 2002: 2. Platz beim Algirdas Socikas Tournament in Litauen[24]
- März 2002: 2. Platz beim Trofeo Italia Tournament in Italien[25]
- Januar 2001: 1. Platz beim Norway Box Cup in Norwegen[26]
- April 1999: 3. Platz beim Gee-Bee Tournament in Finnland[27]
- April 1999: 2. Platz beim Algirdas Socikas Tournament in Litauen[28]